# Acord Multilateral sobre Inversions
L'Acord Multilateral sobre Inversions (AMI) (MAI en anglès) és el nom del tractat comercial que va pretendre dotar les empreses de més drets i menys deures quan invertissin a l'estranger. L'acord es va negociar fins a octubre de 1998 i havia de ser adoptat per l'Organització de Cooperació i Desenvolupament Econòmic (OCDE) i per l'Organització Mundial del Comerç (OMC) per convertir-se així en el marc estàndard internacional sobre inversions. Tanmateix, les negociacions es van paralitzar per les protestes mundials contra l'AMI de 1998. En qualsevol cas, es va tractar d'alguna cosa més que una declaració d'intencions, que es podria reprendre de forma més o menys velada tan bon punt es doni un context més propici.

## Principis
La majoria dels països acullen les inversions estrangeres amb grat. Tanmateix l'AMI no se centra precisament en la quantitat d'inversions, sinó que va més enllà i suposa més aviat un nou equilibri de poder entre governs i corporacions. Fins ara els governs han pogut controlar quines inversions permeten als seus països i han estat també capaces de dictar els termes dels contractes per a companyies estrangeres –quants llocs de treball coberts per població local han de crear, on s'han d'establir, o quina proporció de materials han d'utilitzar procedents de recursos locals, etc.– D'igual manera, les autoritats locals han pogut defensar d'altres principis bàsics a l'hora de concedir els contractes, assegurant-se, per exemple, que segueixen les propostes de l'Agenda 21 de desenvolupament sostenible, o que recolzen les seves pròpies economies locals. Amb l'AMI, els governs perdrien qualsevol tipus de dret a condicionar contractes d'inversió estrangera que es basessin en clàusules d'aquest tipus. Les empreses tindrien camp lliure per cercar el benefici per damunt de qualsevol altra premissa.

## Crítiques
La immensa majoria dels inversors estrangers són companyies transnacionals i el 85% de les seves inversions són fusions o compres de companyies locals. Mentre les transnacionals guanyen accés a nous mercats sense regulació, sobre els afers locals de petita importància, plana l'amenaça de ser literalment escombrats. Al mateix temps, els treballadors s'enfronten a una major pressió per acceptar sous més baixos i pitjors condicions de contracte: aquests drets addicionals que l'AMI ofereix als inversors no són equilibrats amb responsabilitats afegides per la seva part, siguin sobre drets laborals o protecció mediambiental.
Els països en desenvolupament, les indústries locals dels quals són les primeres de patir la competència sense control de les transnacionals, van manifestar la seva preocupació pels possibles efectes de l'AMI. Molts governs del Sud es van resistir el tractat, en veure-hi una volta directa al colonialisme. Encara que de fet, l'AMI amenaça les comunitats locals de tots els països del món, perquè atorga a les transnacionals el dret a penetrar en qualsevol sector –inclosos els mitjans de comunicació–. I encara més: l'AMI concedeix als inversors el dret a demandar als governs que intentin protegir les seves indústries locals, mentre que els mencionats organismes nacionals no tenen alhora el dret de denunciar aquests inversors. La doble rasadora, amb categoria de llei.
La gran majoria de les inversions es concentren a països de renda mitjana, no als més pobres. Els riscs no ja de perpetuar la pobresa, sinó d'augmentar-la són evidents. Sota aquesta premissa, més de 600 ONG de 67 països distints es van unir en 1998 per oposar-se a l'AMI. Encara avui aquestes organitzacions afirmen que l'acord convertiria en irrellevant al vot democràtic, crearia un món dividit entre «superciutadans» i subempleats, alliberant les corporacions de les obligacions amb els treballadors i el medi ambient. Al capdavall, no resulta exagerat afirmar que l'AMI va suposar i suposa un desafiament per a la democràcia a tots els països del món. A l'octubre de 1998 l'OCDE va donar fi als intents de negociar el tractat, davant els moviments de resistència de la societat civil a nivell mundial. Va ser una primera demostració del poder de la ciutadania i de la importància d'internet, perquè el secretisme de les negociacions va quedar truncat en filtrar-se a aquest medi els esborranys del text.
Han passat anys, i tanmateix, molts països industrialitzats estan intentant que es reprenguin les negociacions en el marc de l'OMC, que era el seu objectiu inicial. Els opositors al tractat van guanyar en 1998 una batalla important, però l'AMI encara és una amenaça.